# Hippotion vampyrus
Hippotion vampyrus är en fjärilsart som beskrevs av Fabricius 1787. Hippotion vampyrus ingår i släktet Hippotion och familjen svärmare. Inga underarter finns listade i Catalogue of Life.